# Krzysztof Choiński
Krzysztof Michał Choiński est un dramaturge polonais, traducteur et spécialiste de la littérature et de l'histoire française né le 12 octobre 1940 à Lublin.

## Biographie
Ses parents sont Wiesław Choiński, journaliste, et Ligia (née Baumann), comptable. Choiński est diplômé en philologie romane de l'université de Varsovie en 1965, après quoi il y occupe un poste de chercheur. Il est successivement stagiaire, doctorant, assistant principal, professeur adjoint et maître de conférences. En 1972, il obtient le titre de docteur en sciences humaines. Il prend sa retraite en 2007.
Il fait ses débuts en 1961 dans le magazine mensuel Dialog, en tant qu'auteur de la pièce Krucjata. Il est l'auteur de pièces jouées dans des théâtres en Pologne et à l'étranger, ainsi que de pièces radiophoniques pour le Théâtre radiophonique polonais (pl). Plusieurs de ses pièces sont traduites en letton, en russe et en hongrois. Il fait ses débuts en tant qu'écrivain en prose avec le roman Daleka jazda pośród wrzosowisk, et il est également l'auteur du roman pour enfants Stary pies i siedem szczeniaków.
Il est membre de l'Association des écrivains polonais, dont il est deux fois secrétaire du conseil principal (1993-1996 et 2011-2014) et deux fois vice-président (2005-2008 et 2008-2011). Il est également membre de la branche polonaise du PEN International.

## Récompenses et distinctions
- Croix d'or du mérite
- Croix de chevalier de l'ordre Polonia Restituta
- Médaille du Congrès de la culture polonaise à l'étranger[4]